# Fédération Royale Belge de Natation
La Fédération Royale Belge de Natation (in olandese Koninklijke Belgische Zwembond), sigla FRBN, è l'organo di governo, organizzazione e controllo del nuoto sportivo e della pallanuoto in Belgio.